# Bränsle

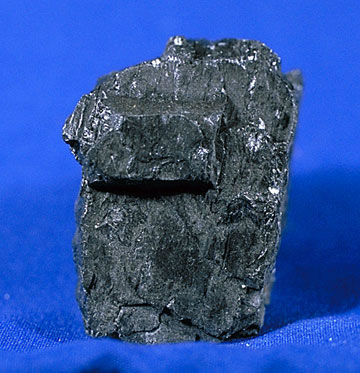
Stenkol.

Ett bränsle är en substans som genom förbränning eller annan process kan omvandlas så att användbar energi frigörs. Den vanligaste processen är förbränning, men den kan också vara en annan kemisk reaktion eller en kärnreaktion, såsom fission eller fusion. För att ett bränsle ska vara användbart måste energin kunna utnyttjas på ett ekonomiskt och tekniskt möjligt sätt. Energin i ett bränsle måste även kunna lagras under en för ändamålet rimlig tid, och ofta måste energin även produceras så att den kan omvandlas till arbete. Bränslen kan bland annat användas för byggnadsuppvärmning, matlagning, elektricitetsproduktion och som drivmedel.

## Historik
Redan för cirka 1,5 miljoner år sedan samlade människan bränslen till elden, framför allt spillning, djurfett och växtdelar. Fossila bränslen som stenkol och petroleum har använts lokalt sedan antiken, men det var först vid industrialiseringen som de fick stor ekonomisk betydelse.

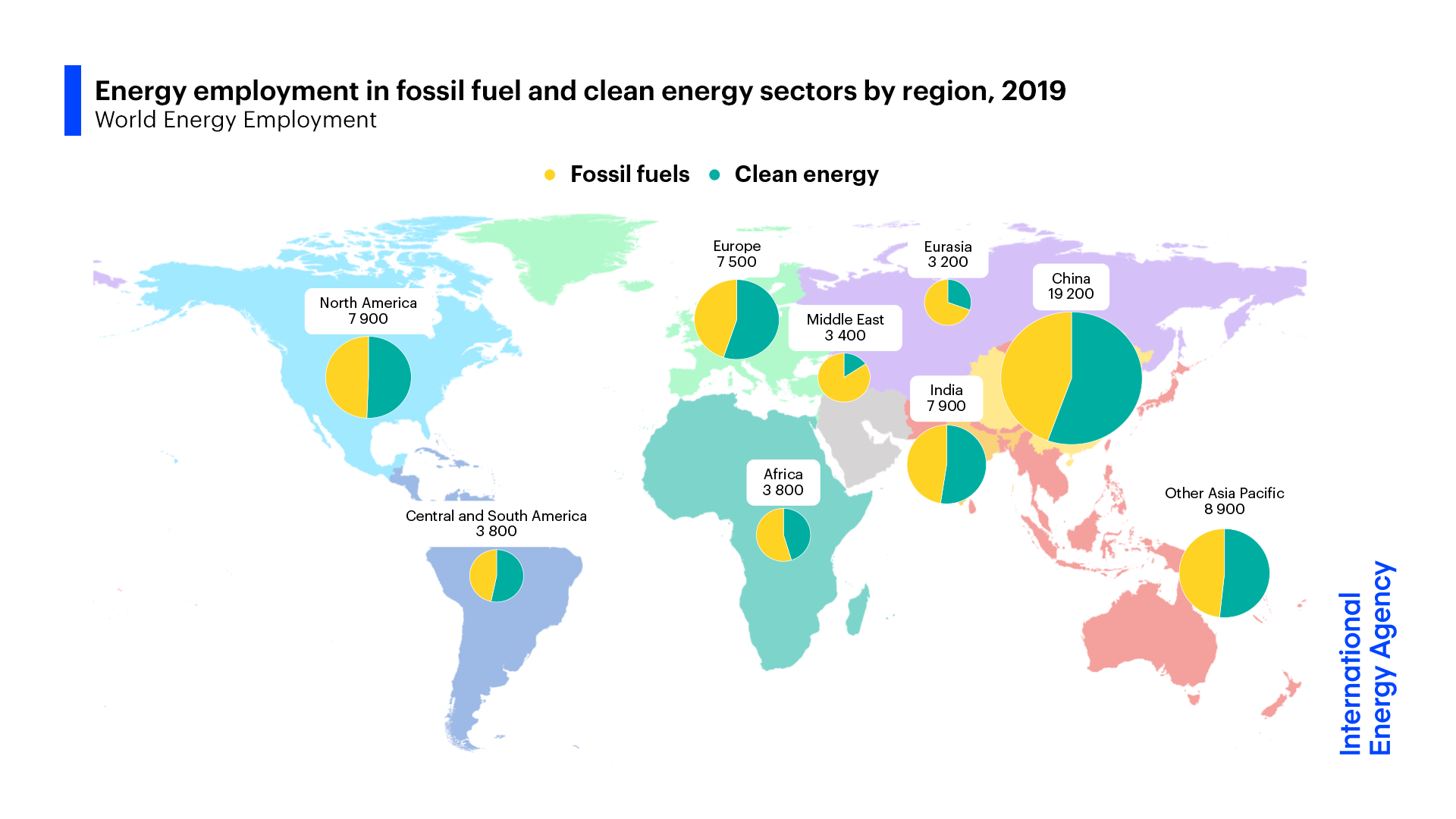
bränslen som avänds

## Typer av bränsle

### Biobränslen
Biobränslen är producerade av levande organismer (biomassa) som levt nyligen. Inte för miljontals år sedan. Biobränslen som ved och spillning är bland de tidigaste bränslena som människan har använt under sin existens. Biobränslen är förnybara och är de dominerande bränslena i många utvecklingsländer, även om de globalt sett har en mindre roll än fossila bränslen. 
Gränsdragningen mellan "förnybara biobränslen" och "fossila bränslen" blir ibland suddig, minst sagt. Om ett träd, som är tusen eller tvåtusen år gammalt, huggs ner och eldas upp, kallas det för "biobränsle". Om torv som är ettusen eller tvåtusen år gammal grävs upp, torkas och används som bränsle, kallas det av många för "fossilt bränsle". Både träd som kan bli gamla, som till exempel vissa ekar, tallar, redwood, cypresser, olivträd, m.m. och torv i en torvmosse, som består av gamla, delvis nedbutna ettåriga växter, förnyar sig inom ca 1 000 till 2 000 år.
Användningen av biobränslen har dock ökat även i industriländer, med en ökad tillverkning av till exempel flis, pellets till värmeverk, kraftvärmeverk och pannor i villor, biogas och etanol för personbilar. För tunga transporter (långtradare) och arbetsmaskiner krävs ett bränsle, som kan ersätta dieselolja, då de har en dieselmotor. Exempel på biobränslen för dieselmotorer är till exempel RME som oftast används inblandat i dieselolja, och bio-syntetiska, paraffiniska bränslen, som även kallas för BTL-drivmedel. Se även biodrivmedel.
Även spannmål används som bränsle; dock genererar förbränningen aggressiva klorider och syror som kräver en rökkanal av specialstål. Pelletseldning kräver också försiktighet då den låga rökgastemperaturen innebär stor risk för kondens.
I special-dieselmotorer kan till exempel biobaserad DME användas. I vanliga dieselmotorer som är anpassade, så att insprutningen av dieselolja minskar, samtidigt som insprutning av metangas sker antingen i inluften till motorn, eller direkt i motorn parallellt med insprutningen av dieselolja, kan biogas användas. Tekniken kallas för dual fuel-teknik. Även begreppet metandiesel används.

### Fossila bränslen
Fossila bränslen (från latinets fossus, "uppgrävd") är olika energikällor som härstammar från äldre geologiska perioder, och som kan påträffas på eller under marken. De fossila bränslena utgör rester av forntida djur och växter som bäddats ner i jorden och sedan under högt tryck och värme brutits ner till sina beståndsdelar (huvudsakligen kol och kolföreningar). De fossila bränslena är de överlägset mest använda bränslena.
De fossila bränslena omfattar främst naturgas, petroleum och kol. Naturgas består främst av gasen metan och finns i naturgasfält, ofta tillsammans med råolja eller bundet som metanklatrat. Petroleum (även kallad råolja) påträffas i vätskeform och innehåller en större mängd av grundämnet kol, medan de bergarter som kallas kol innehåller en mycket stor mängd av grundämnet kol. Antracit består nästan av rent kol. Det finns även andra fossila bränslen som till stor del är outnyttjade, till exempel oljeskiffer och oljesand.

### Syntetiska bränslen
Bränslen framställda ur syntesgas, eller ur annan råvara. Vad som är gemensamt för alla syntetiska bränslen, är att de är framställda m h a kemisk syntes, med avsikt, av människor. De framställs oftast i en kemisk reaktor, som innehåller en katalysator. Syntetiska bränslen kan oftast inte hittas i naturen i växter, oljekällor, etc. Men råvarorna till de syntetiska bränslena kan komma från biomassa. Syntesgas kan till exempel framställas ur olika sorts biomassa.
- BTL
- GTL
- CTL
- Syntetiskt jetbränsle
- Dimetyleter (DME)
- Etanol, framställt ur eten eller ur syntesgas

### Kärnbränslen
- Uran

### Övriga bränslen
- Vätgas